# 1968-as Vuelta ciclista a España
Az 1968-as Vuelta ciclista a España volt a 23. spanyol körverseny. 1968. április 25-e és május 12-e között rendezték. A verseny össztávja 2990 km volt, és 18 szakaszból állt. Végső győztes az olasz Felice Gimondi lett.

## Végeredmény
|    | Versenyző               | Csapat     | Idő           |
| -- | ----------------------- | ---------- | ------------- |
| 1  | Felice Gimondi          | Salvarani  | 78 óra 29' 00 |
| 2  | José Perez Frances      | Kas-Kaskol | 2' 15         |
| 3  | Eusebio Velez           | Fagor      | 5' 08         |
| 4  | José Maria Errandonea   | Fagor      | 5' 19         |
| 5  | Vittorio Adorni         | Faema      | 5' 26         |
| 6  | Jan Janssen             | Pelforth   | 5' 43         |
| 7  | Antonio Gomez Del Moral | Kas-Kaskol | 5' 55         |
| 8  | Carlos Echevarria       | Kas-Kaskol | 6' 00         |
| 9  | Lucien Aimar            | Bic        | 6' 40         |
| 10 | Jos Spruyt              | Faema      | 7' 50         |